# Aktive Hinterachskinematik
Aktive Hinterachskinematik (AHK) bezeichnet die Lenkung der Räder an der Hinterachse eines Kraftfahrzeugs (PKW), um bei einem plötzlichen Ausweichmanöver die Schleudergefahr zu minimieren. Siehe auch Gierregelung.
Technisch wurde diese Form der Fahrdynamikregelung durch Allradlenkung im BMW der 8er Serie umgesetzt (1989 bis 1999). Das System wurde als Extra für rund DM 12.500 angeboten und konnte sich nicht durchsetzen.